# Slalomvärldsmästerskapen i kanotsport 1977
Slalomvärldsmästerskapen i kanotsport 1977 anordnades i Spittal, Österrike. 

## Medaljsummering

### Medaljtabell
| Pl.    | Nation          | Guld | Silver | Brons | Totalt |
| ------ | --------------- | ---- | ------ | ----- | ------ |
| 1      | Östtyskland     | 3    | 3      | 1     | 7      |
| 2      | Tjeckoslovakien | 2    | 1      | 2     | 5      |
| 3      | USA             | 1    | 1      | 2     | 4      |
| 4      | Schweiz         | 1    | 1      | 0     | 2      |
| 5      | Frankrike       | 1    | 0      | 0     | 1      |
| 5      | Storbritannien  | 1    | 0      | 0     | 1      |
| 7      | Västtyskland    | 0    | 2      | 0     | 2      |
| 8      | Österrike       | 0    | 1      | 1     | 2      |
| 9      | Polen           | 0    | 0      | 2     | 2      |
| 10     | Australien      | 0    | 0      | 1     | 1      |
| Totalt | Totalt          | 9    | 9      | 9     | 27     |

### Herrar
| Gren    | Guld | Poäng | Silver                                                                                     | Poäng | Brons                                                                                           | Poäng |
| C-1     | Petr Sodomka (TCH)                                                                                              |       | Peter Massalski (GDR)                                                                      |       | Karel Třešňák (TCH)                                                                             |       |
| C-1 lag | Östtyskland Reinhard Eiben Peter Massalski Lutz Körner                                                          |       | Västtyskland Dietmar Moos Ernst Libuda Walter Horn                                         |       | Tjeckoslovakien Jaroslav Radil Karel Třešňák Petr Sodomka                                       |       |
| C-2     | Östtyskland Walter Hofmann Jürgen Kalbitz                                                                       |       | Tjeckoslovakien Miroslav Nedvěd Pavel Schwarc                                              |       | Östtyskland Michael Berek Frank Kretschmer                                                      |       |
| C-2 lag | Tjeckoslovakien Jiří Benhák & Ladislav Benhák Radomír Halfar & Svetomír Kmošťák Miroslav Nedvěd & Pavel Schwarc |       | Schweiz Martin Wyss & Roland Wyss Matthias Hirsch & Manfred Walter Jiří Krejza & Jan Karel |       | Polen Jan Frączek & Ryszard Seruga Wojciech Kudlik & Jerzy Jeż Zbigniew Leśniak & Maciej Rychta |       |
| K-1     | Albert Kerr (GBR)                                                                                               |       | Dieter Förstl (FRG)                                                                        |       | Norbert Sattler (AUT)                                                                           |       |
| K-1 lag | Frankrike Jean-Yves Prigent Bernard Renault Christian Frossard                                                  |       | Österrike Eduard Wolffhardt Norbert Sattler Peter Fauster                                  |       | Polen Wojciech Gawroński Jerzy Stanuch Kazimierz Gawlikowski                                    |       |

### Mixed
| Gren | Guld                            | Poäng | Silver                        | Poäng | Brons                           | Poäng |
| C-2  | USA Marietta Gillman Chuck Lyda |       | USA Linda Aponte John Kennedy |       | Australien Kym Purdy Stuart Dry |       |

### Damer
| Gren    | Guld                                               | Poäng | Silver                                               | Poäng | Brons                                        | Poäng |
| K-1     | Angelika Bahmann (GDR)                             |       | Petra Krol (GDR)                                     |       | Linda Harrison (USA)                         |       |
| K-1 lag | Schweiz Elisabeth Käser Kathrin Weiss Claire Costa |       | Östtyskland Angelika Bahmann Birgit Feydt Petra Krol |       | USA Cathy Hearn Jean Campbell Linda Harrison |       |